# 内路村

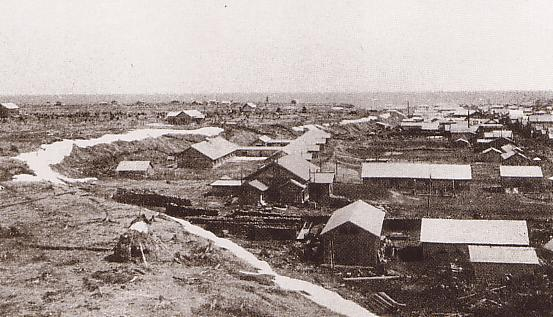
街景

內路村（日语：〔〕／ Nairo mura */?）是日本統治下的樺太廳的一個已不存在的村。名稱來自於阿伊努語的「nay-oro」（有河流的地方）。。